# Woman Don't You Cry for Me
Woman Don't You Cry for Me è una canzone di George Harrison, pubblicata come traccia d'apertura del suo album Thirty-Three & 1/3 (1976).

## La canzone
Woman Don't You Cry for Me venne iniziata a Göteborg, in Svezia, nel 1969, mentre, assieme ad Eric Clapton ed altri musicisti, era in tournée con Delaney & Bonnie. Il primo aveva insegnato a George Harrison la tecnica della slide guitar; l'oramai ex-beatle iniziò a suonarla frequentemente, e, in questi momenti, nacque la canzone, con un titolo forse suggerito da Delaney Bramlett. Altre composizioni nate in un modo simile sono I Dig Love, Sue Me, Sue You Blues, Hari's on Tour (Express) e Māya Love. Qualche registrazione risale alle sessions per All Things Must Pass del 1970, ma venne pubblicata per la prima volta sull'LP Thirty-Three & 1/3 (1976); le sedute di registrazione per quest'ultimo iniziarono il 24 maggio e finirono il 13 settembre di quell'anno. Traccia d'apertura del 33 giri, è seguita da Dear One, dedicata a Premavatar Paramahansa Yogananda; inoltre, il pezzo apparve come lato B del singolo britannico It's What You Value (1977). Una early take è apparsa su Early Takes, Vol. 1, tra il demo di Let It Be Me di Bob Dylan registrata da Harrison attorno al 1976 ed una prima versione di Awaiting On You All.

## Formazione
Probabile line-up:
- George Harrison: voce, chitarre, sintetizzatori, percussioni
- Willie Weeks: basso elettrico
- Gary Wright: tastiere
- Richard Tee: tastiere
- David Foster: tastiere
- Tom Scott: sassofono[1]